# Амфорный узел
А́мфорный у́зел (англ. Jug Sling Knot) — узел использовали в античном Средиземноморье в качестве «ручки» для переноски амфор, почему и приобрёл своё название. Основными сосудами для хранения и перевозки оливкового масла, зерна, вина и муки были амфоры, которые перевозили, в основном, кораблями. Амфоры устанавливали в песок, потому что дно у них — заострённое, что не только обеспечивало сохранность сосудов, но и придавало судам дополнительную остойчивость. Перегружать такие сосуды легче было с помощью верёвок, привязывая их за горловину особым узлом, тем более, что керамические ручки легко обламывались. Этим же узлом можно привязать бутылку, флягу или любой круглый предмет с утолщённым краем.
В «Книге узлов» Эшли писал о том, что узел впервые был нарисован Родингом в 1795 году. Американские ковбои использовали его как узду для лошадей. В среднюю часть засовывали морду лошади, вторые с центра петли обхватывали морду, длинная петля служила недоуздком, а свободные концы — поводьями. Другое популярное применение узла — закрепление бутылок для охлаждения в воде.
Вязание узла — сложное и требует предварительной тренировки.

## Способ завязывания
- Из рыбацкой петли (по Скрягину)

- Из коровьего узла

- Из бегущего простого узла

- Способ вязки Богатова
- Способ вязки Голдобина, Патент на изобретение № RU 1647055 A1 от 31.05.1989
- Способ вязки Голдобина, Патент на изобретение № RU 1751237 A1 от 14.03.1990

## Признаки
Плюсы
- Особо предназначен для удержания за горловину амфоры при погрузке[4]
- Если нагрузка снята, узел сохранит форму[5]

Минусы
- Узкая специализация[4]
- Сложно завязывать
- Легко ошибиться при завязывании
- Несколько способов завязывания

## Применение
В морском деле
- При погрузке амфор

Коневодство
- В качестве коновязи

В быту
- Переноска предметов